# Natación en los Juegos Olímpicos de Atenas 2004 - Estilo libre 50m femenino

## Récords
| Récord Mundial y Olímpico | Inge de Bruijn (NED) | Sídney, Australia | 0:24.13 | 22 de septiembre de 2000 |

### Resultados[1]
| Oro:                | Plata:             | Bronce:             |
| Inge de Bruijn, NED | Malia Metella, FRA | Lisbeth Lenton, AUS |

## Mangas

### Manga 1
1. Doli Akhter, Bangladés 30.72
2. Monika Bakale, Congo 31.61
3. Amira Edrahi, Libia 34.67

### Manga 2
1. Sameera Al Bitar, Bahráin 31.00
2. Ghazal El Jobeili, Líbano 31.00
3. Tracy Ann Route, Micronesia 31.26
4. Christal Clashing, Antigua y Barbuda 31.55
5. Han Choi, Malaui 31.62
6. Evelyn Otto, Palaos 33.04
7. Sivan Ket, Camboya 34.62
8. Vilayphone Vongphachanh, Laos 36.57

### Manga 3
1. Ermelinda Zamba, Mozambique 29.34
2. Aina Andriamanjatoarimanana, Madagascar 29.35
3. Eva Donde, Kenia 29.47
4. Diane Etiennette, Mauricio 30.00
5. Rubab Raza, Pakistán 30.10
6. Rovena Marku, Albania 30.51
7. Samar Nassar, Jordania 30.83
8. Aminath Rouya, Maldivas 31.26

### Manga 4
1. Melanie Slowing, Guatemala 27.44
2. Maria Tregubova, Moldavia 28.40
3. Roshendra Vrolijk, Aruba 28.43
4. Jakie Wellman, Zambia 28.56
5. Geraldine Arce, Nicaragua 28.73
6. Menaka de Silva, Sri Lanka 28.93
7. Dohi Eliane Droubry, Costa de Marfil 29.23
8. Sade Daal, Surinam 29.27

### Manga 5
1. Vanessa García, Puerto Rico 26.26
2. Alison Fitch, Nueva Zelanda 26.56
3. Sara Isakovic, Eslovenia 26.81
4. Pin Chieh Nieh, Taiwán 27.09
5. Miroslava Najdanovski, Serbia y Montenegro 27.18
6. Alia Atkinson, Jamaica 27.21
7. Nikia Deveaux, Bahamas 27.36
8. Dominique Diezi, Suiza Did not start

### Manga 6
1. Lara Heinz, Luxemburgo 26.35
2. Ragnheidur Ragnarsdottir, Islandia 26.36
3. Anna Gostomelsky, Israel 26.72
4. Florencia Szigeti, Argentina 26.84
5. Yelena Skalinskaya, Kazajistán 27.04
6. Shikha Tandon, India 27.08
7. Zsuzsanna Csobanki, Hungría 27.09
8. Yu Ning Chan, Hong Kong 27.48

### Manga 7
1. Jeanette Ottesen, Dinamarca 25.95
2. Sandra Kazikova, República Checa 26.18
3. Triin Aljand, Estonia 26.19
4. Arlene Semeco, Venezuela 26.20
5. Yoon-Ji Ryu, Corea 26.26
6. Yingwen Zhu, China 26.45
7. Martha Matsa, Grecia 26.46
8. Sharntelle McLean, Trinidad y Tobago 26.86

### Manga 8
1. Michelle Engelsman, Australia 25.28 -Q
2. Jenny Thompson, Estados Unidos 25.50 -Q
3. Eileen Marie Coparropa Alemán, Panamá 25.57 -Q
4. Nery Mantey Niangkouara, Grecia 25.62 -Q
5. Dorothea Brandt, Alemania 25.67 -Q
6. Martina Moravcová, Eslovaquia 25.69
7. Anna-Karin Kammerling, Suecia 25.85
8. Olga Mukomol, Ucrania 25.96

### Manga 9
1. Kara Lynn Joyce, Estados Unidos 25.06 -Q
2. Lisbeth Lenton, Australia 25.31 -Q
3. Alison Sheppard, Reino Unido 25.36 -Q
4. Therese Alshammar, Suecia 25.42 -Q
5. Rebeca Gusmao, Brasil 25.64 -Q
6. Cristina Chiuso, Italia 25.68 -Q
7. Judith Draxler, Austria 25.82
8. Hanna-Maria Seppala, Finlandia 26.01

### Manga 10
1. Inge de Bruijn, Países Bajos 24.66 -Q
2. Malia Metella, Francia 25.21 -Q
3. Sviatlana Khakhlova, Bielorrusia 25.24 -Q
4. Marleen Veldhuis, Países Bajos 25.28 -Q
5. Flavia Cazziolato, Brasil 25.40 -Q
6. Sandra Voelker, Alemania 25.74
7. Ana Belén Palomo, España 25.92
8. Federica Pellegrini, Italia Did not start

## Clasificación
1. Inge de Bruijn, Países Bajos 24.66 -Q
2. Kara Lynn Joyce, Estados Unidos 25.06 -Q
3. Malia Metella, Francia 25.21 -Q
4. Sviatlana Khakhlova, Bielorrusia 25.24 -Q
5. Michelle Engelsman, Australia 25.28 -Q
6. Marleen Veldhuis, Países Bajos 25.28 -Q
7. Lisbeth Lenton, Australia 25.31 -Q
8. Alison Sheppard, Reino Unido 25.36 -Q
9. Flavia Cazziolato, Brasil 25.40 -Q
10. Therese Alshammar, Suecia 25.42 -Q
11. Jenny Thompson, Estados Unidos 25.50 -Q
12. Eileen Marie Coparropa Alemán, Panamá 25.57 -Q
13. Nery Mantey Niangkouara, Grecia 25.62 -Q
14. Rebeca Gusmao, Brasil 25.64 -Q
15. Dorothea Brandt, Alemania 25.67 -Q
16. Cristina Chiuso, Italia 25.68 -Q
17. Martina Moravcova, Eslovaquia 25.69
18. Sandra Voelker, Alemania 25.74
19. Judith Draxler, Austria 25.82
20. Anna-Karin Kammerling, Suecia 25.85
21. Ana Belén Palomo, España 25.92
22. Jeanette Ottesen, Dinamarca 25.95
23. Olga Mukomol, Ucrania 25.96
24. Hanna-Maria Seppala, Finlandia 26.01
25. Sandra Kazikova, República Checa 26.18
26. Triin Aljand, Estonia 26.19
27. Arlene Semeco, Venezuela 26.20
28. Vanessa García, Puerto Rico 26.26
29. Yoon-Ji Ryu, Korea 26.26
30. Lara Heinz, Luxemburgo 26.35
31. Ragnheidur Ragnarsdottir, Islandia 26.36
32. Yingwen Zhu, China 26.45
33. Martha Matsa, Grecia 26.46
34. Alison Fitch, Nueva Zelanda 26.56
35. Anna Gostomelsky, Israel 26.72
36. Sara Isakovic, Eslovenia 26.81
37. Florencia Szigeti, Argentina 26.84
38. Sharntelle McLean, Trinidad y Tobago 26.86
39. Yelena Skalinskaya, Kazajistán 27.04
40. Shikha Tandon, India 27.08
41. Pin Chieh Nieh, Taiwán 27.09
42. Zsuzsanna Csobanki, Hungría 27.09
43. Miroslava Najdanovski, Serbia y Montenegro 27.18
44. Alia Atkinson, Jamaica 27.21
45. Nikia Deveaux, Bahamas 27.36
46. Melanie Slowing, Guatemala 27.44
47. Yu Ning Chan, Hong Kong 27.48
48. Maria Tregubova, Moldavia 28.40
49. Roshendra Vrolijk, Aruba 28.43
50. Jakie Wellman, Zambia 28.56
51. Geraldine Arce, Nicaragua 28.73
52. Menaka de Silva, Sri Lanka 28.93
53. Dohi Eliane Droubry, Costa de Marfil 29.23
54. Sade Daal, Surinam 29.27
55. Ermelinda Zamba, Mozambique 29.34
56. Aina Andriamanjatoarimanana, Madagascar 29.35
57. Eva Donde, Kenia 29.47
58. Diane Etiennette, Mauricio 30.00
59. Rubab Raza, Pakistán 30.10
60. Rovena Marku, Albania 30.51
61. Doli Akhter, Bangladés 30.72
62. Samar Nassar, Jordania 30.83
63. Sameera Al Bitar, Bahráin 31.00
64. Ghazal El Jobeili, Líbano 31.00
65. Tracy Ann Route, Micronesia 31.26
66. Aminath Rouya, Maldivas 31.26
67. Christal Clashing, Antigua y Barbuda 31.55
68. Monika Bakale, Congo 31.61
69. Han Choi, Malawi 31.62
70. Evelyn Otto, Palaos 33.04
71. Sivan Ket, Camboya 34.62
72. Amira Edrahi, Libia 34.67
73. Vilayphone Vongphachanh, Laos 36.57
74. Dominique Diezi, Suiza Did not start
75. Federica Pellegrini, Italia Did not start

## Semifinales

### Semifinal 1
1. Kara Lynn Joyce, Estados Unidos 25.06 -Q
2. Therese Alshammar, Suecia 25.15 -Q
3. Marleen Veldhuis, Países Bajos 25.27
4. Rebeca Gusmao, Brasil 25.31
5. Alison Sheppard, Reino Unido 25.36
6. Eileen Marie Coparropa Alemán, Panamá 25.37
7. Cristina Chiuso, Italia 25.37
8. Sviatlana Khakhlova, Bielorrusia 25.47

### Semifinal 2
1. Inge de Bruijn, Países Bajos 24.56 -Q
2. Lisbeth Lenton, Australia 24.90 -Q
3. Malia Metella, Francia 24.99 -Q
4. Michelle Engelsman, Australia 25.13 -Q
5. Flavia Cazziolato, Brasil 25.17 -Q
6. Jenny Thompson, Estados Unidos 25.17 -Q
7. Nery Mantey Niangkouara, Grecia 25.27
8. Dorothea Brandt, Alemania 25.83

## Clasificación semifinal
1. Inge de Bruijn, Países Bajos 24.56 -Q
2. Lisbeth Lenton, Australia 24.90 -Q
3. Malia Metella, Francia 24.99 -Q
4. Kara Lynn Joyce, Estados Unidos 25.06 -Q
5. Michelle Engelsman, Australia 25.13 -Q
6. Therese Alshammar, Suecia 25.15 -Q
7. Jenny Thompson, Estados Unidos 25.17 -Q
8. Flavia Cazziolato, Brasil 25.17 -Q
9. Marleen Veldhuis, Países Bajos 25.27
10. Nery Mantey Niangkouara, Grecia 25.27
11. Rebeca Gusmao, Brasil 25.31
12. Alison Sheppard, Reino Unido 25.36
13. Cristina Chiuso, Italia 25.37
14. Eileen Marie Coparropa Alemán, Panamá 25.37
15. Sviatlana Khakhlova, Bielorrusia 25.47
16. Dorothea Brandt, Alemania 25.83

## Final
1. Inge de Bruijn, Países Bajos 24.58
2. Malia Metella, Francia 24.89
3. Lisbeth Lenton, Australia 24.91
4. Therese Alshammar, Suecia 24.93
5. Kara Lynn Joyce, Estados Unidos 25.00
6. Michelle Engelsman, Australia 25.06
7. Jenny Thompson, Estados Unidos 25.11
8. Flavia Cazziolato, Brasil 25.20